# Liga Mexicana de Béisbol 1978
La Temporada 1978 de la Liga Mexicana de Béisbol fue la edición número 54. Para esta temporada se mantuvieron los mismos 16 equipos que la campaña anterior y continúan divididos en la Zona Norte y Zona Sur, a su vez se subdividen en la división este y oeste con cuatro equipos cada una.
En la Serie Final los Rieleros de Aguascalientes obtuvieron el único campeonato de su historia al derrotar en 5 juegos a los Algodoneros de Unión Laguna. El mánager campeón fue Jaime Favela.

## Equipos participantes
| Liga Mexicana de Béisbol 1978 |          |                             |           |                                      |                          |             |
| Zona                          | División | Equipo                      | Fundación | Ciudad                               | Estadio                  | Capacidad   |
| Norte                         | Este     | Alijadores de Tampico       | 1937      | Tampico, Tamaulipas                  | Alijadores               | 7,000       |
| Norte                         | Este     | Mineros de Coahuila         | 1974      | Monclova, Coahuila Sabinas, Coahuila | Monclova Sabinas         | 8,500 4,000 |
| Norte                         | Este     | Sultanes de Monterrey       | 1939      | Monterrey, Nuevo León                | Cuauhtémoc y Famosa      | 6,000       |
| Norte                         | Este     | Tecolotes de Nuevo Laredo   | 1940      | Nuevo Laredo, Tamaulipas             | La Junta                 | 7,800       |
| Norte                         | Oeste    | Algodoneros de Unión Laguna | 1940      | Torreón, Coahuila                    | Mecano                   | 16,000      |
| Norte                         | Oeste    | Dorados de Chihuahua        | 1936      | Chihuahua, Chihuahua                 | Manuel L. Almanza        | 8,000       |
| Norte                         | Oeste    | Indios de Ciudad Juárez     | 1936      | Ciudad Juárez, Chihuahua             | Cruz Blanca              | 5,000       |
| Norte                         | Oeste    | Saraperos de Saltillo       | 1970      | Saltillo, Coahuila                   | Francisco I. Madero      | 16,000      |
| Sur                           | Este     | Cafeteros de Córdoba        | 1934      | Córdoba, Veracruz                    | "Beisborama"             | 12,000      |
| Sur                           | Este     | Diablos Rojos del México    | 1940      | México, D. F.                        | Seguro Social            | 25,000      |
| Sur                           | Este     | Petroleros de Poza Rica     | 1958      | Poza Rica, Veracruz                  | Heriberto Jara Corona    | 10,000      |
| Sur                           | Este     | Plataneros de Tabasco       | 1975      | Villahermosa, Tabasco                | Centenario 27 de Febrero | 8,500       |
| Sur                           | Oeste    | Alacranes de Durango        | 1958      | Durango, Durango                     | Francisco Villa          | 4,983       |
| Sur                           | Oeste    | Ángeles de Puebla           | 1938      | Puebla, Puebla                       | Hermanos Serdán          | 12,112      |
| Sur                           | Oeste    | Rieleros de Aguascalientes  | 1975      | Aguascalientes, Aguascalientes       | Alberto Romo Chávez      | 6,494       |
| Sur                           | Oeste    | Tigres Capitalinos          | 1955      | México, D. F.                        | Seguro Social            | 25,000      |

## Posiciones
| Zona Norte     | Zona Norte    | Zona Norte    | Zona Norte    | Zona Norte    |
| División Este  | División Este | División Este | División Este | División Este |
| Equipo         | JG            | JP            | PCT           | JV            |
| -------------- | ------------- | ------------- | ------------- | ------------- |
| Monterrey      | 80            | 73            | .523          | -             |
| Tampico        | 76            | 78            | .494          | 4.5           |
| Nuevo Laredo   | 68            | 79            | .463          | 9.0           |
| Coahuila       | 65            | 85            | .433          | 13.5          |
| División Oeste |               |               |               |               |
| Equipo         | JG            | JP            | PCT           | JV            |
| Saltillo       | 88            | 64            | .579          | -             |
| Unión Laguna   | 79            | 72            | .523          | 8.5           |
| Ciudad Juárez  | 69            | 84            | .451          | 19.5          |
| Chihuahua      | 60            | 89            | .403          | 26.5          |

| Zona Sur       | Zona Sur      | Zona Sur      | Zona Sur      | Zona Sur      |
| División Este  | División Este | División Este | División Este | División Este |
| Equipo         | JG            | JP            | PCT           | JV            |
| -------------- | ------------- | ------------- | ------------- | ------------- |
| Córdoba        | 95            | 50            | .655          | -             |
| México         | 70            | 76            | .479          | 25.5          |
| Poza Rica      | 67            | 84            | .444          | 31.0          |
| Tabasco        | 60            | 90            | .400          | 37.5          |
| División Oeste |               |               |               |               |
| Equipo         | JG            | JP            | PCT           | JV            |
| Aguascalientes | 89            | 62            | .589          | -             |
| Durango        | 85            | 65            | .567          | 3.5           |
| Puebla         | 85            | 66            | .563          | 4.0           |
| Tigres         | 65            | 85            | .433          | 23.5          |

| Clasificado a los playoffs |

## Play-offs
|  | Primer Play off | Primer Play off |              |   | Finales de zona | Finales de zona |  |  | Serie Final | Serie Final |
|  |                 |                 |              |   |                 |                 |  |  |             |             |
|  |                 |                 |              |   |                 |                 |  |  |             |             |
|  |                 |                 |              |   |                 |                 |  |  |             |             |
|  |                 |                 |              |   |                 |                 |  |  |             |             |
|  | Unión Laguna    | 4               |              |   |                 |                 |  |  |             |             |
|  | Unión Laguna    | 4               |              |   |                 |                 |  |  |             |             |
|  | Monterrey       | 3               |              |   |                 |                 |  |  |             |             |
|  | Monterrey       | 3               | Unión Laguna | 4 |                 |                 |  |  |             |             |
|  | Zona Norte      |                 | Unión Laguna | 4 |                 |                 |  |  |             |             |
|  |                 | Saltillo        | 1            |   |                 |                 |  |  |             |             |
|  | Tampico         | Saltillo        | 1            | 2 |                 |                 |  |  |             |             |
|  | Tampico         |                 |              | 2 |                 |                 |  |  |             |             |
|  | Saltillo        | 4               |              |   |                 |                 |  |  |             |             |
|  | Saltillo        | 4               | Unión Laguna | 1 |                 |                 |  |  |             |             |
|  |                 |                 | Unión Laguna | 1 |                 |                 |  |  |             |             |
|  |                 | Aguascalientes  | 4            |   |                 |                 |  |  |             |             |
|  | Durango         | Aguascalientes  | 4            | 1 |                 |                 |  |  |             |             |
|  | Durango         |                 |              | 1 |                 |                 |  |  |             |             |
|  | Córdoba         | 4               |              |   |                 |                 |  |  |             |             |
|  | Córdoba         | 4               | Córdoba      | 2 |                 |                 |  |  |             |             |
|  | Zona Sur        |                 | Córdoba      | 2 |                 |                 |  |  |             |             |
|  |                 | Aguascalientes  | 4            |   |                 |                 |  |  |             |             |
|  | México          | Aguascalientes  | 4            | 2 |                 |                 |  |  |             |             |
|  | México          |                 |              | 2 |                 |                 |  |  |             |             |
|  | Aguascalientes  | 4               |              |   |                 |                 |  |  |             |             |
|  | Aguascalientes  | 4               |              |   |                 |                 |  |  |             |             |

## Designaciones
Se designó como novato del año a Joel Pérez  de los Alacranes de Durango.

## Acontecimientos relevantes
- 21 de junio: Diego Seguí de los Cafeteros de Córdoba le lanza juego perfecto de 7 entradas a los Tecolotes de Nuevo Laredo, en un partido disputado en Córdoba, Veracruz y que terminó con marcador de 5-0.
- 28 de junio: Arturo González M. de los Sultanes de Monterrey le lanza juego sin hit ni carrera de 9 entradas a los Algodoneros de Unión Laguna, en un partido disputado en Monterrey, Nuevo León y que terminó con marcador de 2-0.
- 12 de julio: Horacio Piña de los Rieleros de Aguascalientes le lanza juego perfecto de 9 entradas a los Diablos Rojos del México, en un partido disputado en Aguascalientes, Aguascalientes y que terminó con marcador de 3-0.[2]
- 12 de julio: Michael Paul de los Indios de Ciudad Juárez le lanza juego sin hit ni carrera de 7 entradas a los Sultanes de Monterrey, en un partido disputado en Ciudad Juárez, Chihuahua y que terminó con marcador de 1-0.[3]